# Джамшетджи Тата
Джамшетджи Насарванджи Тата (на английски: Jamshedji Nasarwanji Tata)  (на гуджарати: જમશેદજી તાતા; на хинди: जमशेदजी टाटा, роден на 3 март 1839 г. в * Navsari, Bombay Presidency, Британска Индия, починал на 19 май 1904 г. в Бад Нойхайм, Германия се счита за баща на индийската индустриализация.
Джамшетджи Тата е основател на Тата Груп. Хотелът Taj Mahal Palace в Мумбай е построен по поръчка на групата през 1903 г. Индийският град Джамшедпур е наречен на неговото име.
Джамшетджи Тата е по националност парси.

## Биография
Той посвещава живота си в осъществяване на три основни идеи за бизнес: 1.Създаването на предприятие за производство на стомана, 2.Създаването на институция за обучение на световно ниво и 3.създаването на ВЕЦ за производство на енергия. Не успява да осъществи и трите си цели, но това успяват да направят неговите наследници.